# Chiesa di San Bartolomeo (Margno)
La chiesa di San Bartolomeo a Margno, in provincia di Lecco, è un luogo di culto cattolico di rito ambrosiano. Si trova in Via Canonica ed è ritenuta una tra le più antiche del territorio della Valsassina: si hanno notizie dell'edificio di culto fin dal XIII secolo. L'ossatura principale della chiesa dovrebbe risalire al XV secolo mentre il campanile è datato 1666. La facciata ottocentesca è del Balzaretto.

## Storia

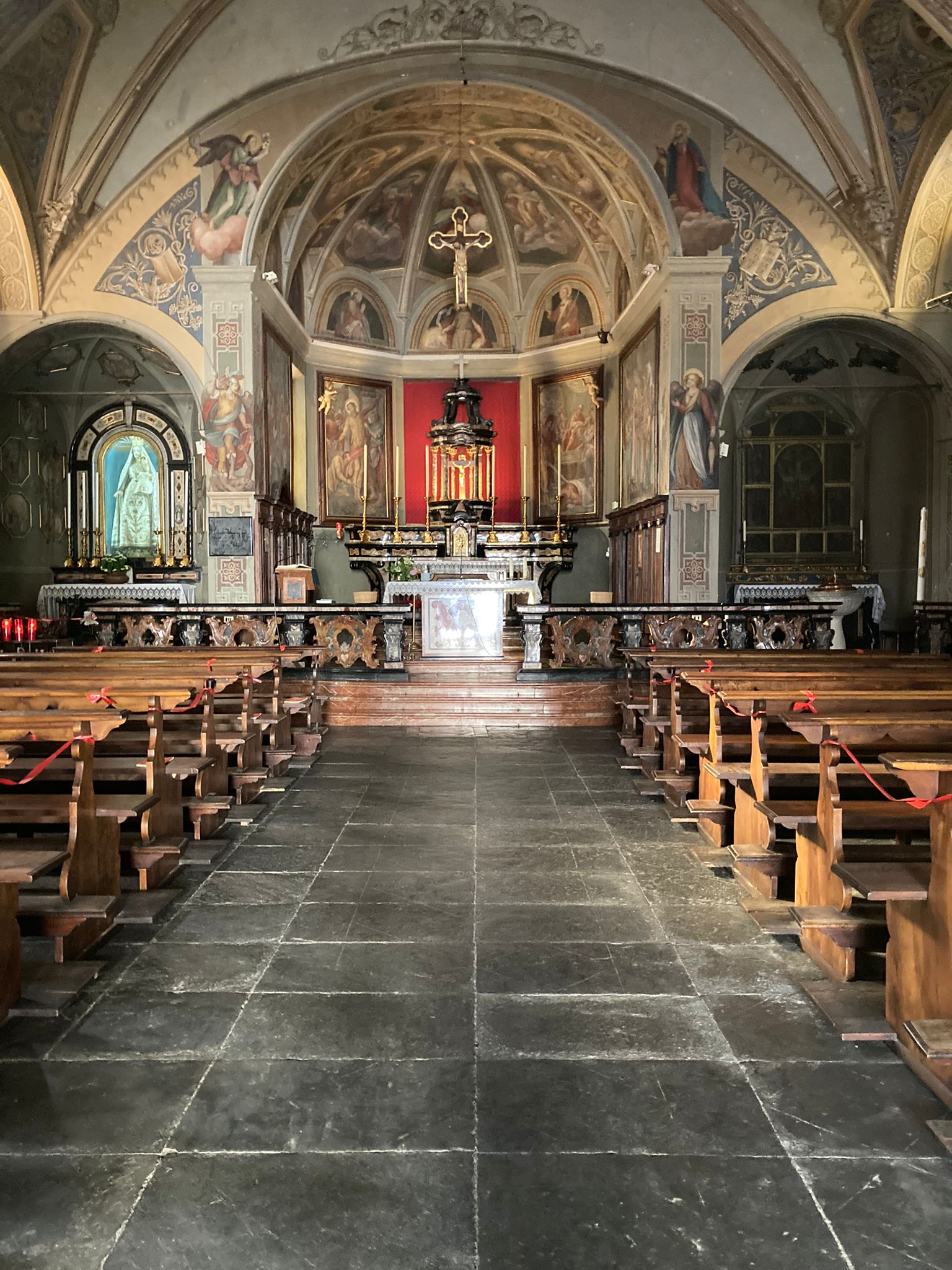
Navata della Chiesa di San Bartolomeo

Si ritrovano notizie relative alla Chiesa di San Bartolomeo a Margno in documenti datati XIII secolo. Nel Quattrocento dalla Parrocchia di San Bartolomeo dipendevano anche le parrocchie di San Giovanni Battista di Vegno, San Giacomo di Codesino, Santa Croce di Casargo, Santa Margherita di Somadino, Sant’Andrea di Pagnona e San Dionigi di Premana.

## Descrizione
La chiesa di San Bartolomeo presenta una facciata a capanna con elementi neoromanici, come gli archetti pensili ed elementi neogotici, come il grande rosone su cui ritroviamo la figura di San Bartolomeo, cui la chiesa è dedicata, insieme ai santi Antonio Abate e Giovanni Battista. All'interno la chiesa è strutturata con una sola navata, molto grande e spaziosa, ai lati della quale ritroviamo le cappelle. La navata termina poi con tre cappelle con absidi poligonali: nelle due laterali troviamo gli Altari della Madonna del Rosario e del Crocifisso, in quella centrale il presbiterio con l'altare maggiore. I documenti attestano che fino ad una fase avanzata del Seicento la chiesa non era dotata di una sua torre campanaria, ma solo una coppia di pilastrelli da cui pendevano dei bronzi. Il campanile fu sopralzato a più riprese e fondato sui resti della sagrestia. Fino al secolo XVIII erano in uso sei camere sepolcrali ipogee sotto il pavimento della navata. Una delle tre vicino al presbiterio è stata distrutta dall'impianto di riscaldamento. Rimane la tomba con il coperchio in marmo nero, dei sacerdoti, recante la data 1754. L'attuale pavimentazione venne posta nella navata nell'anno 1727 ed è costituita da lastre di calcare grigio scuro fatte arrivare dalle cave di Moltrasio. Le annotazioni di archivio informano che il pavimento prima era in calce e ghiaia. Il settore presbiterale venne ricostruito nel Cinquecento nel luogo un tempo dedicato al cimitero, Alle pareti del presbiterio troviamo quattro affreschi raffiguranti episodi della vita di San Bartolomeo e raffigurazioni di altri santi cui sono dedicate le chiese del territorio.Il sagrato antistante la chiesa è delimitato da quindici edicole sacre della Via Crucis. Sul retro della chiesa si trova una piccola cappella dedicata a Santa Maria di Loreto, ormai completamente ristrutturata, che si trovava originariamente nel cimitero che circondava su tre lati la parrocchiale e conservava prima della ristrutturazione resti di affreschi cinquecenteschi. Già a fine Cinquecento esisteva una nicchia per il fonte battesimale ma la cappella battesimale, un tempo sporgente, fu demolita a metà XIX secolo. L'altare della Chiesa di San Bartolomeo, è in marmi policromi e fu eseguito dallo scalpellino Andrea Aglio nel 1756, mentre nel 1729 lo scalpellino Giovanni Conca di Varenna realizzò il pavimento del presbiterio a disegno di mandorla falsa, utilizzando i tre colori nero, bianco e rosso.

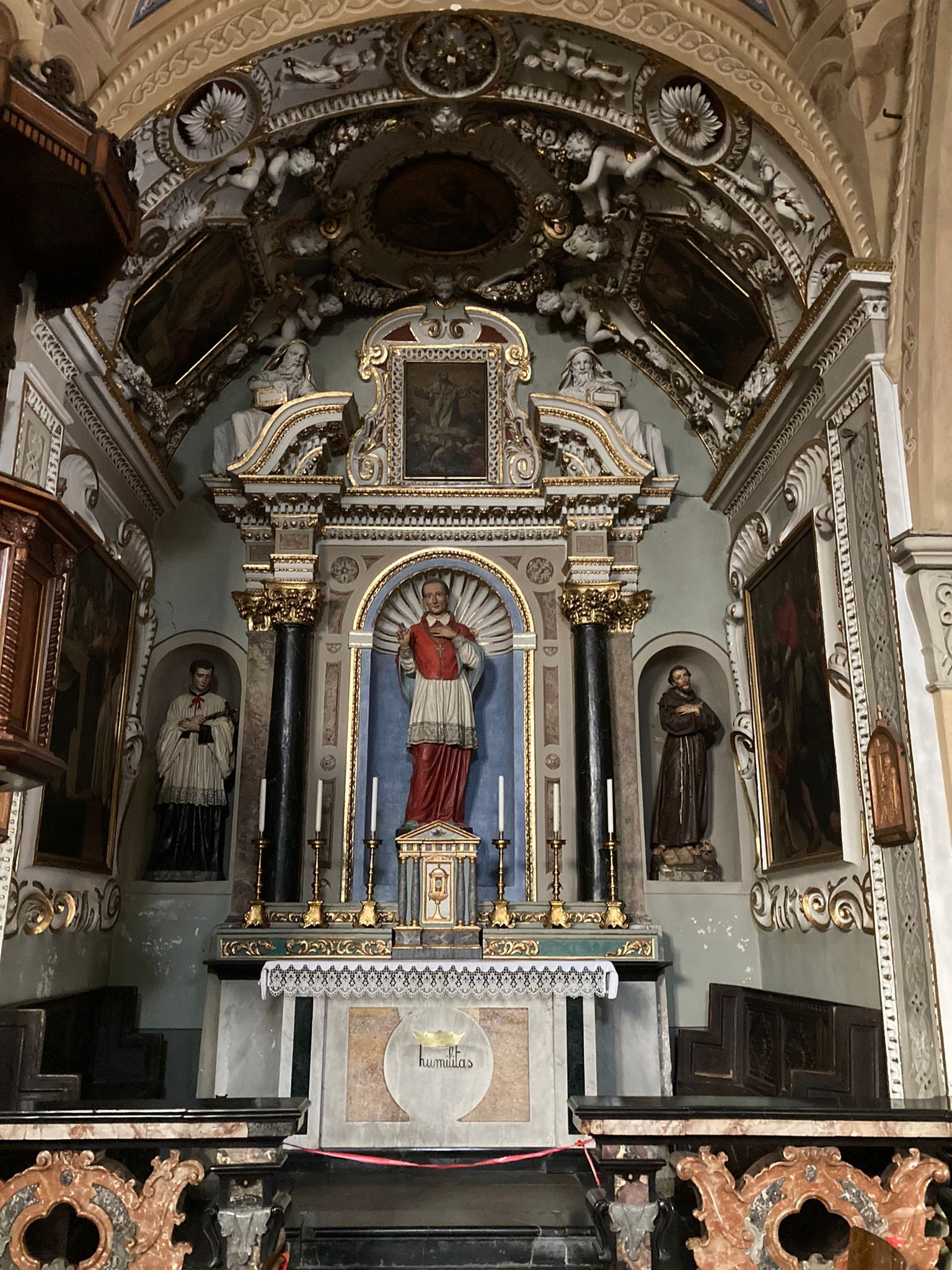
Cappella di San Carlo
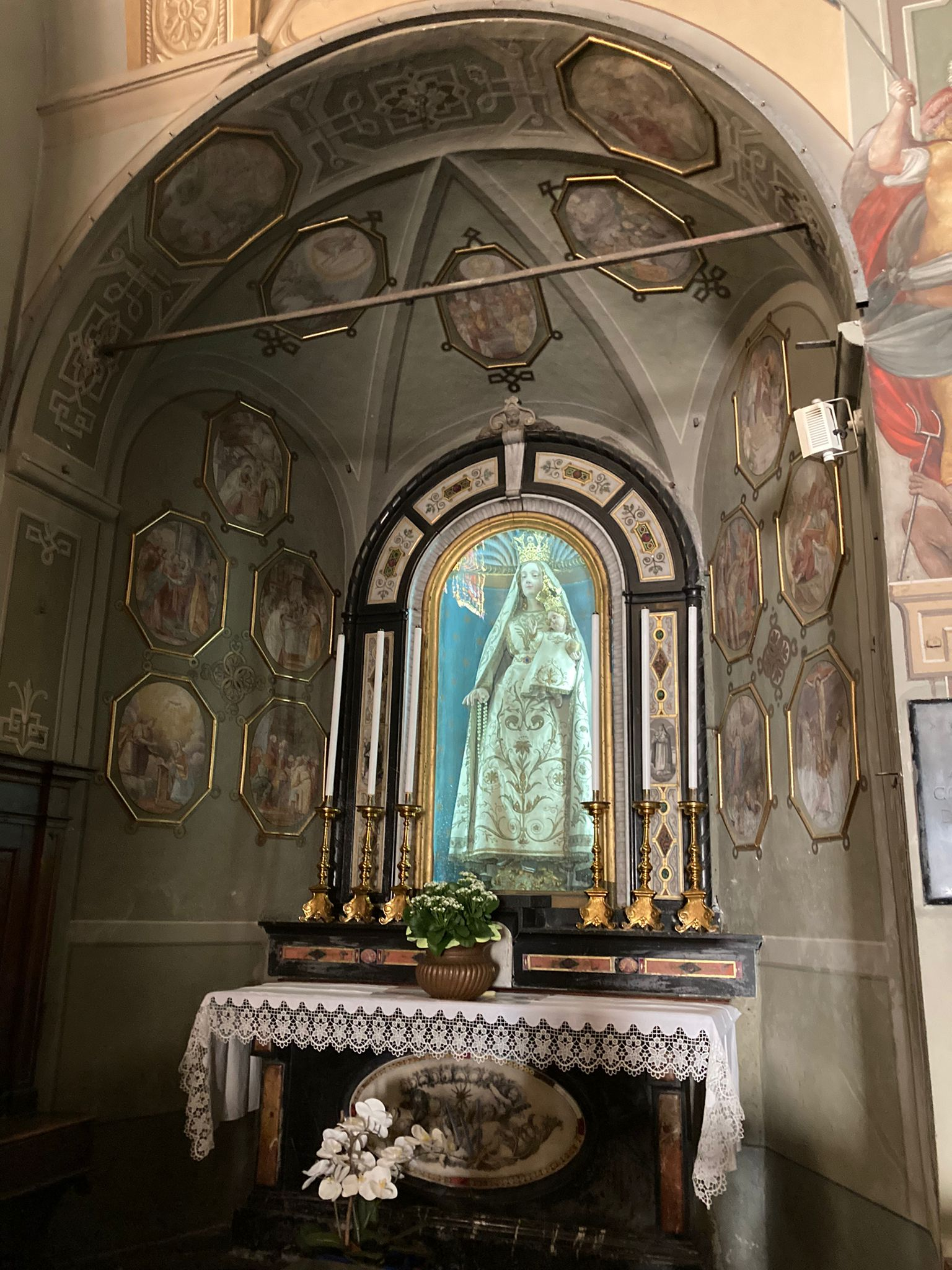
Cappella della Madonna del Rosario
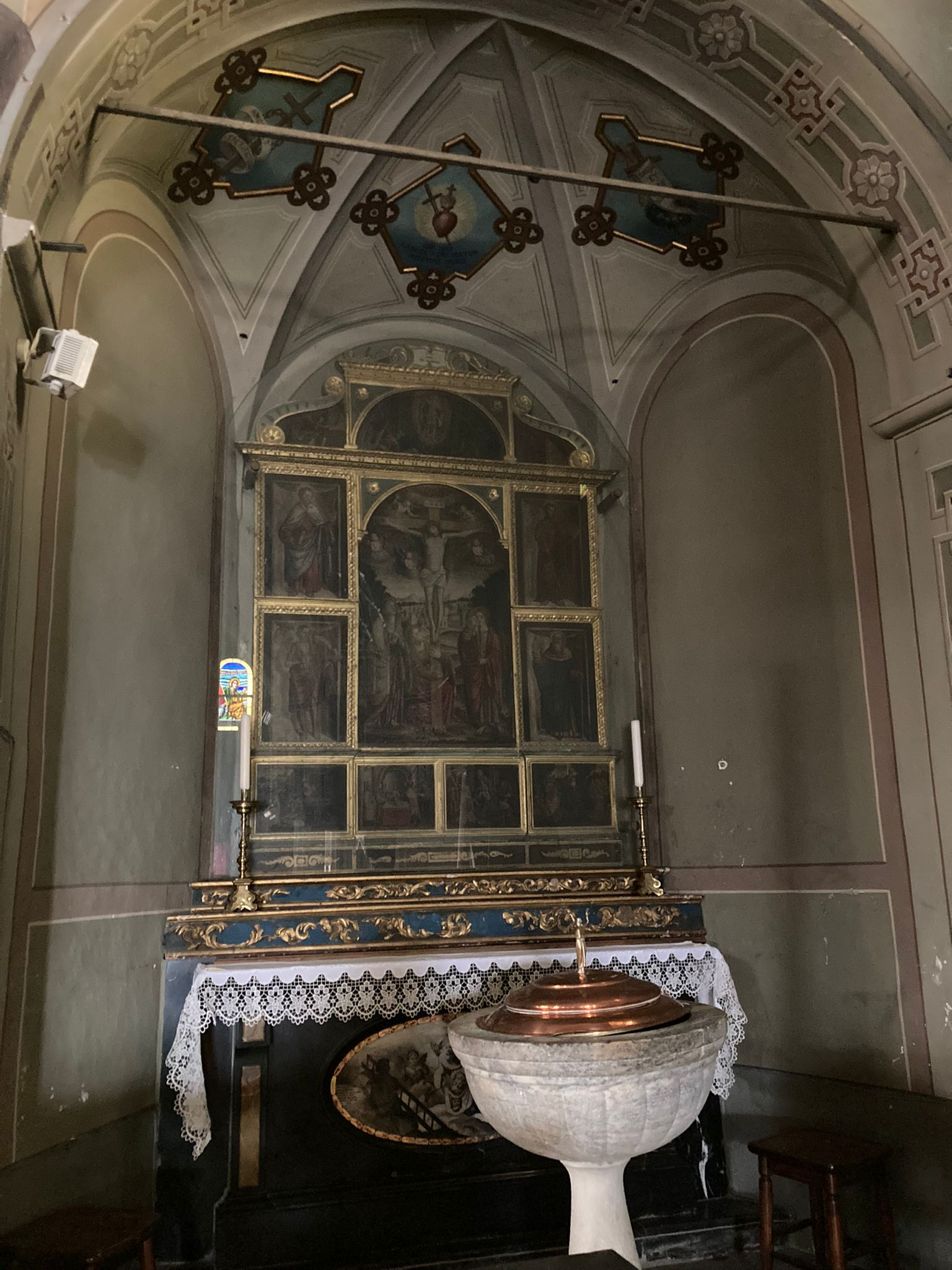
Dettaglio della cappella laterale

## Organo
Dai documenti sappiamo che già nel Seicento nella chiesa esisteva un organo che fu poi ampiamente riformato tra il 1710 e il 1711 dal noto organato comasco Giovanni Battista Rejna e dal figlio. Un globale rifacimento fu compiuto nel 1859 da Giuseppe Bernasconi e, fra 1859 e 1860, la struttura lignea e la balaustra della cantoria vennero elaborate dal falegname locale Camillo Pensotti, recuperando alcuni rilievi barocchi e inserendoli nelle decorazioni dell'organo. Venne inoltre restaurato nel 1990 dalla Bottega organaria Cav. Piccinelli di Ponteranica, Bergamo.

## Via Crucis
Nella piazzetta rettangolare prospiciente la Chiesa di San Bartolomeo, troviamo quindici cappelle devozionali, stazioni della Via Crucis. Le quindici stazioni della Via Crucis, sono state costruite da Francesco e Giacomo Capone ed affrescate da Giovanni Maria Gariboldi. Gli affreschi furono poi restaurati nel 1950 e 2000 in occasione dei Giubilei, da Umberto Marigliani. All’interno della stessa piazzetta, ritroviamo anche un monumento ai caduti.